# Ichnestoma perstriata
Ichnestoma perstriata är en skalbaggsart som beskrevs av Holm 1992. Ichnestoma perstriata ingår i släktet Ichnestoma och familjen Cetoniidae. Inga underarter finns listade i Catalogue of Life.